# Ivolândia
Ivolândia är en kommun i Brasilien.   Den ligger i delstaten Goiás, i den centrala delen av landet, 400 km väster om huvudstaden Brasília. Antalet invånare är 2 663.
Omgivningarna runt Ivolândia är en mosaik av jordbruksmark och naturlig växtlighet. Runt Ivolândia är det glesbefolkat, med 9 invånare per kvadratkilometer.